# Потапов, Александр Николаевич
Александр Николаевич Потапов (8 января 1954, село Петровка, Шацкий район, Рязанская область, СССР) — член Союза писателей России, член Союза журналистов России, писатель, поэт, публицист, краевед.

## Биография
Родился 8 января 1954 года в селе Петровка Шацкого (ныне Путятинского) района Рязанской области. Отец, Потапов Николай Ефимович (1916—1992), ветеран Великой Отечественной войны, капитан милиции, работал участковым инспектором Шацкого РОВД. Мать, Потапова (урождённая Загороднова) Анна Ивановна (1918—2006), работала учительницей начальных классов. Брат, Потапов Юрий Николаевич (1948—2006), окончил Севастопольское высшее военно-морское инженерное училище и Военно-политическую академию, капитан 1-го ранга, служил на Северном флоте. В семье жила бабушка, Дмитриева Марфа Николаевна (1906—1972), которая оказала влияние на формирование творческих способностей Александра Потапова.
В 1959 году семья переехала в село Польное Конобеево Шацкого района. В 1961 году Александр Потапов пошёл учиться в Лесно-Конобеевскую среднюю школу. За время учёбы в школе участвовал в районных олимпиадах по учебным предметам. Выступал со стихами, заметками, карикатурами в школьной и классной стенной печати. Занимался, рисованием, музыкой, был участником вокально-инструментального ансамбля «Крестьянские дети». Окончив школу в 1971 году с золотой медалью, А.Н. Потапов в течение 1971—1972 учебного года преподавал в ней рисование и черчение.
Первая публикация стихотворений А. Н. Потапова состоялась в шацкой районной газете «За коммунизм» 25 сентября 1971 года, затем последовали публикации в областной и центральной печати.
В 1972 году поступил на факультет иностранных языков Рязанского государственного педагогического института. В студенческие годы занимался общественной работой: руководил вокально-инструментальным ансамблем «Молодые голоса», выступал в составе хореографического коллектива института, стал лауреатом 1-го Всесоюзного фестиваля самодеятельного художественного творчества трудящихся (1977). Летом 1973 и 1974 годов работал в студенческих строительных отрядах, летом 1975, 1976 и 1977 годов работал вожатым и воспитателем в пионерском лагере. В 1975 году проходил студенческую практику в университете г. Эрфурта (ГДР).
В 1977 году Александр Потапов с отличием окончил институт и подал рукопись своих стихотворений на творческий конкурс в Литературный институт им. А.М. Горького. В 1978 году стал студентом заочного отделения, где занимался в творческом семинаре поэта Егора Исаева и литературоведа Владимира Милькова. В 1984 году окончил Литинститут.    
После окончания Рязанского педагогического института три года работал по распределению учителем немецкого языка, рисования и черчения в Лесно-Полянской средней школы Шацкого района Рязанской области, руководил созданным им ВИА «Зеркало».
В 1980 году вернулся в Рязань. Работал инструктором Рязанского обкома ВЛКСМ, затем (с 1983 года) — заведующим отделом, ответственным секретарём газеты «Рязанский комсомолец» (с 1991 г. — «Молодёжный курьер»). С 1989 по 1993 год на общественных началах выполнял обязанности ответственного секретаря писательской газеты «Рязанское узорочье».
С 1993 по 1995 год А.Н. Потапов работал редактором еженедельника профсоюзов Рязанской области «Голос». В 1994 году проходил журналистскую стажировку в газете «Вестфальские известия» (г. Мюнстер, ФРГ). Преподавал в Рязанской государственной радиотехнической академии спецкурсы «История и культура Рязанского края» (совместно с писателем В.И. Сафоновым) и «Жизнь и творчество Сергея Есенина». После закрытия еженедельника «Голос» работал в управлении труда и занятости населения, затем — в комитете по делам информации и печати администрации Рязанской области.
Публиковался в центральных газетах и журналах, альманахах, антологиях, коллективных сборниках. В печати выступает как поэт, краевед, публицист, литературовед, переводчик.
Стихотворения Александра Потапова переводились на украинский, болгарский и молдавский языки, звучали по Всесоюзному радио.
На стихи Александра Потапова написано около двух десятков песен.
Первый сборник стихов А.Н. Потапова, «По московскому времени», вышел в «Библиотеке журнала “Молодая гвардия”» в 1987 году. Затем последовали книги  поэзии и прозы, вышедшие в Москве, Рязани, Орле, Шацке.
Член Союза журналистов СССР с октября 1985 года. Член Союза писателей России с 24 ноября 1993 года.
Живёт в Рязани.

## Книги
- По московскому времени: Стихи.  М.: Библиотека журнала «Молодая гвардия», 1987.
- Ветер за околицей: Стихи. Рязань: Рязанское узорочье, 1990.
- Мотив уходящего лета: Стихотворения, поэмы. Рязань: Стиль, 1992.
- Вековечный город: Проза. Рязань: Новое время, 1995.
- Неизреченный свет. Девять веков Рязани: литература. Художественно-документальные очерки. Рязань: Новое время, 1996.
- Стезя: Стихотворения. Рязань: Стиль, 1997.
- Улица Есенина: Стихотворения. Рязань: Узорочье, 1998.
- Золотые осенние праздники: Краеведческое повествование. Рязань: Новое время – Наше время, 1998.
- Сквозняк: Стихотворения. Рязань: Узорочье, 2000.
- Город-страж на засечной черте: Историко-краеведческое повествование о шацкой земле и её людях. Рязань: Узорочье, 2002; 2-е изд.: Шацк: ООО «Шацкая типография», 2004.
- За школьным порогом: Стихотворения. Рязань: Узорочье, 2003.
- По русской дороге: Стихотворения, поэма. Рязань: Поверенный, 2004.
- Звонок из юности: Рассказы, очерки. Рязань: Узорочье, 2004.
- Самосиянный свет: Стихотворения. Рязань: Поверенный, 2005.
- Рязань: Проспект-путеводитель. Рязань: Поверенный, 2005.
- Поклон деревне: Избранные стихотворения. Рязань: Узорочье, 2005.
- Казацкому роду нет переводу! Художественно-документальные очерки. Рязань: Поверенный, 2005.
- Предзимье: Стихотворения. Рязань: Старт, 2006.
- Невыдуманные баллады: Поэтический сборник. Рязань: Наше время, 2007.
- Богатырский город: Историко-краеведческое повествование. Рязань: Пресса, 2007.
- Есенинское эхо: Очерки, статьи, интервью, стихотворения, песни. Рязань: Поверенный, 2008.
- Лица земляков: Литературные портреты выдающихся шатчан. Рязань: Поверенный, 2008.
- Золотая арфа. Жизнь и творчество Я.П. Полонского: Роман-биография. Часть первая. Пленительный певец. Рязань: Поверенный, 2008.
- Золотая арфа. Жизнь и творчество Я.П. Полонского: Роман-биография. Часть вторая. Костёр в ночи. Рязань: Издательство ГУП РО «Рязанская областная типография», 2009.
- Памятные места Рязанской области: Фотоальбом. Рязань: Пресса, 2009.
- Земля заветная: Стихотворения, баллады. Рязань: Узорочье, 2011.
- Легенды и были Рязанской земли: Историко-краеведческие очерки. Рязань: Пресса, 2012.
- Комель: Поэтический сборник. Рязань: Узорочье, 2013.
- Родовое гнездо Белого генерала: Историко-краеведческое повествование. Шацк: ООО «Шацкая типография», 2013; 2-е изд.: Шацк: ООО Шацк: ООО «Шацкая типография», 2018.
- Покровское. Время. События. Люди (в соавторстве с Макушиным В.В., Панюковым Ю.Н.). Рязань: ПРИЗ, 2014.
- Ложь и правда об Олеге Рязанском: историческое исследование. Рязань: Народный Союз, 2015.
- Страсти вокруг Солженицына: историко-литературные очерки. Рязань: Узорочье, 2015.
- Главная тайна Есенина: литературно-художественные очерки. Рязань: Узорочье, 2015.
- Загадки рязанской истории: литературно-краеведческие очерки. Рязань: Узорочье, 2015.
- Шацкие легенды и были: историко-краеведческие очерки. Шацк: ООО «Шацкая типография», 2015.
- Журавлиные годы: поэтический сборник. Рязань: Узорочье, 2015.
- Забытые страницы: художественно-документальные очерки. Рязань: Узорочье, 2016.
- Ах, ты, русская частушка! Фольклорный сборник / Составитель и автор предисловия А.Н. Потапов. Рязань: Узорочье, 2016.
- Степные витязи: историко-краеведческое повествование о судьбе казачества. Рязань: ПРИЗ, 2016.
- Записки книгочея: художественно-документальные очерки. Рязань: Узорочье, 2017.
- В дебрях русской истории: популярные очерки-исследования. Рязань: Узорочье, 2017.
- Високосная осень: поэтический сборник. Рязань: РИПД «ПервопечатникЪ», 2017.
- Кровь и пепел, или Тайна подземного хода: исторический роман. Рязань: Узорочье, 2018.
- Дружили два писателя: художественно-документальная повесть. Орёл: Картуш, 2018.
- Узелок на память: избранные стихотворения. Рязань: Узорочье, 2019.
- Смерть Есенина: загадка остаётся: документальное исследование. Рязань: Узорочье, 2019.
- Одинокий лебедь. Судьба и творчество Якова Полонского. М.: Звонница-МГ, 2019. (Былое).
- Неизвестный Есенин. Поэт и его окружение: документально-исследовательские очерки. Рязань: Узорочье, 2020.
- Цветок неповторимый. Любовная драма Сергея Есенина и Зинаиды Райх: художественно-документальная повесть. Орёл: Картуш, 2020.
- Ангел мятежный. Молодые годы Ивана Бунина: художественно-документальная повесть. Орёл: Орлик, 2020.
- Птица без гнезда. Жизнь и любовь Ивана Бунина. М.: Звонница-МГ, 2020. (Былое).
- Матёрый берег: новые стихи. Рязань: Узорочье, 2021.
- Одинокий странник. Судьба Ивана Бунина: художественно-документальная повесть. Орёл: Орлик, 2021.
- Крылатые песни. Жизнь и судьба Афанасия Фета и Якова Полонского: художественно-документальная повесть. Орёл: Картуш, 2022.
- Тайны русской истории: популярные очерки-исследования. Рязань: Узорочье, 2022.

## Награды и достижения
- ·      Лауреат Международной премии «Филантроп» (2006)
- ·      Лауреат премии Союза писателей России «Малая родина» (2007)
- ·      Лауреат Всероссийского литературного конкурса имени Н.М. Рубцова «Звезда полей» (2008)
- ·      Победитель Международного поэтического конкурса, посвящённого Дню славянской письменности и культуры (2009)
- ·      Лауреат премии Рязанской области имени Я.П. Полонского (2009 и 2016)
- ·      Лауреат премии Рязанской области имени академика И.И. Срезневского (2010)
- ·      Победитель Межрегионального конкурса «Я люблю Россию», организованного Центром национальной славы России и Фондом святого апостола Андрея Первозванного (2010)
- ·      Почётный гражданин Шацкого района Рязанской области (2012)
- ·      Лауреат Всероссийского профессионального конкурса журналистских работ «Правда и справедливость», организованного Общероссийским народным фронтом (2016)
- ·       Лауреат премии журнала «Московский Вестник» (2016)
- ·      Лауреат литературно-общественной премии «Золотая осень» имени С.А. Есенина Московской городской организации Союза писателей России (2017)
- ·      Лауреат Всероссийской историко-литературной премии «Александр Невский» (2020)
- ·      Лауреат XV Открытого конкурса изданий «Просвещение через книгу» в номинации «Лучшая историческая книга» (2020)
- ·      Лауреат 1-й степени Международного конкурса одного стихотворения, посвящённого Александру Невскому и его эпохе, организованного Санкт-Петербургским отделением Союза писателей России, Ленинградским областным отделением СП России, Петровской Академией наук и искусств, Клубом кавалеров ордена Александра Невского (2021)
- ·      Дважды дипломант Первого открытого заочного литературного конкурса имени Всеволода Остена (2022).

Награды:
- Почётный знак «За заслуги перед Рязанью»     (2009)
- Медаль «За казачью волю» (2013)
- Медаль     «200 лет Георгиевскому кресту»     (2014)
- Нагрудный знак «Казак России»     (2014)
- Наградной знак «Союз писателей России» в честь 60-летия МГО СПР (2015)
- Медаль «Сергей Есенин»     (2018)
- Юбилейная медаль «Я.П. Полонскому – 200 лет» (2019)
- Памятная медаль «150-летие И.А. Бунина»     (2020)
- Знак губернатора Рязанской области «125 лет со дня рождения С.А. Есенина»     (2020)